# Wakefield (Nebraska)
Pour les articles homonymes, voir Wakefield (homonymie).
Wakefield est une ville des comtés de Dixon et de Wayne, dans l'État du Nebraska, aux États-Unis. 